# Bando del Aguacatillo
El Bando del Aguacatillo, escrito el 17 de noviembre de 1810, fue un documento mediante el cual José María Morelos dio a conocer de manera pública las razones de la emancipación de la guerra de la independencia de México, entre ellas, la abolición de la esclavitud y la supresión de la distinción de castas.

## Publicación
Una vez iniciada la guerra de la independencia de México, José María Morelos se reunió con Miguel Hidalgo y Costilla en Charo el 20 de octubre de 1810, de este punto lo acompañó hasta Indaparapeo. Durante este encuentro Hidalgo explicó a Morelos los motivos de la emancipación insurgente y le encomendó levantar tropas en el sur de la Nueva España, así como dar a conocer las causas de la rebelión. Si bien la abolición de la esclavitud era uno de los ideales insurgentes, Morelos dio un paso más en materia de igualdad social al suprimir la distinción de castas.

## Contenido
Una vez que logró reunir una tropa de 3000 hombres, Morelos dio a conocer públicamente las razones de la emancipación desde su cuartel general ubicado en la hacienda del Aguacatillo. Los puntos contenidos en el bando incluían el establecimiento de un nuevo gobierno independiente del virreinal,  la abolición de la esclavitud en Nueva España y distinción de castas, la eliminación de cajas de comunidad, la derogación de cualquier deuda que tuviesen americanos con europeos, la libertad de reos con apercebimiento; a partir de la publicación del bando, la pólvora podría fabricarla cualquiera sin ser considerada contrabando, el estanco del tabaco y las alcabalas se destinarían para sostener a la tropa insurgente, en las plazas tomadas por la revolución de independencia, los empleos serían para los americanos y no para los europeos.

## Documentos similares
Previo al bando del Aguacatillo, los motivos de la emancipación insurgente, incluyendo la abolición de la esclavitud y distinción de castas, fueron dados a conocer por José María Anzorena en Valladolid (hoy Morelia) el 19 de octubre de 1810 y por Ignacio López Rayón seis días más tarde en Tlalpujahua.  Fue hasta el 6 de diciembre en la ciudad de Guadalajara cuando Hidalgo tuvo tiempo de publicar e imprimir el Decreto contra la esclavitud, las gabelas y el papel sellado, aunque previamente publicó un bando similar el 29 de noviembre en la misma plaza.
Al morir Hidalgo, los ideales insurgentes fueron reafirmados y ampliados en los Elementos constitucionales redactados por Ignacio López Rayón y en los Sentimientos de la Nación redactados por José María Morelos.